# Amselflue
Amselflue är en bergstopp i Schweiz. Den ligger i regionen Prättigau/Davos och kantonen Graubünden, i den östra delen av landet. Toppen på Amselflue är 2 768 meter över havet.
Trakten runt Amselflue består i huvudsak av kala bergstoppar och i lägre trakter finns gräsmarker.